# Hudene socken
Hudene socken i Västergötland ingick i Gäsene härad, ingår sedan 1974 i Herrljunga kommun och motsvarar från 2016 Hudene distrikt.
Socknens areal är 48,20 kvadratkilometer varav 48,02 land. År 2000 fanns här 769 invånare. En del av tätorten Fåglavik samt kyrkbyn Hudene med sockenkyrkan Hudene kyrka ligger i socknen.   

## Administrativ historik
Socknen har medeltida ursprung.
Vid kommunreformen 1862 övergick socknens ansvar för de kyrkliga frågorna till Hudene församling och för de borgerliga frågorna bildades Hudene landskommun. Landskommunen uppgick 1952 i Gäsene landskommun som 1974 uppgick i Herrljunga kommun. Församlingen utökades 2010 och uppgick sedan 2021 i Herrljungabygdens församling.
1 januari 2016 inrättades distriktet Hudene, med samma omfattning som församlingen hade 1999/2000.  
Socknen har tillhört län, fögderier, tingslag och domsagor enligt vad som beskrivs i artikeln Gäsene härad. De indelta soldaterna tillhörde Älvsborgs regemente, Gäseneds kompani och Västgöta regemente, Elfsborgs kompani.

## Geografi och natur
Hudene socken ligger öster om Herrljunga kring Nossan. Socknen har odlingsbygd kring ån och är i övrigt en skogsbygd i Edsmären.
Ranahults naturreservat som delas med Larvs socken i Vara kommun är ett kommunalt naturreservat.

## Byar och hemman
Hudene socken består historiskt av följande byar och enstaka hemman. När en by har flera hemman anges också hemmansnumren.
- Amundehult, enstaka hemman.
- Björkedal (tidigare Svinkåsakärr), enstaka hemman, i jordeboken första gången 1777 som kronoäng, kronojägareboställe.
- Boatorp, by med tre hemman (1 Lillegården, också Östergården, 2 Storegården och 3 Tomten, också Hagen) samt en åker (4) och en tullkvarn (5). På kvarnplatsen låg i början av 1900-talet Trollabo yllefabrik.
- Bohult, enstaka hemman, i jordeboken första gången 1777 som krononybygge.
- Bollås, enstaka hemman.
- Brantaråsen, enstaka hemman, första gången i jordeboken 1591 som kronotorp.
- Ebbared, by med fyra hemman (1 Bosgården, 2 Mellogården, 3 Västergården, tidigare Sverkelsgården, och 4 Nygården).
- Fåglavik, enstaka hemman, första gången i jordeboken 1563 som kronotorp. Hemmanet har gett namn åt Fåglaviks järnvägsstation som samhället Fåglavik växte upp kring. Fåglaviks glasbruk låg på grannbyn Lindspångs mark.
- Fägred, enstaka hemman.
- Gatan, enstaka hemman, första gången i jordeboken 1563 som kronotorp, hörde ursprungligen till byn Kulelida.
- Gimaranäs, enstaka hemman.
- Grimstorp, enstaka hemman.
- Gåsekullen, enstaka hemman, i jordeboken första gången 1604.
- Holmen, en tullkvarn, i jordeboken från 1685, hörde från början till Hudene by. Fallet tillhörde i början av 1900-talet Trollabo yllefabrik.
- Hudene, socknens kyrkby med sju hemman (1 Östergården, tidigare Torbjörnsgården, 3 Mellomgården eller Gunnesgården, 5 Västergården, 7 Skyttegården, 8 Stommen eller Prästegården, 10 Klockaregården, 11 Bergsgården och 12 Lundagården) samt två tullkvarnar (2 Torbjörns kvarn, senare Jon Torbjörnssons kvarn, och 6 Jöns kvarn), tre kvarnar (4 Sven Gudmundssons kvarn, 9 utan känt namn och 14 Lars Hanssons kvarn) och en åker (13). Ursprungligen hörde också hemmanet Trollabo samt kvarnen Holmen till Hudene by. Gården Stommen var komministerboställe. Flera av kvarnfallen tillhörde i början av 1900-talet Trollabo yllefabrik.
- Hulan, enstaka hemman, första gången i jordeboken 1563 som kronotorp, hörde ursprungligen till byn Kulelida.
- Hyllered, enstaka hemman.
- Jonstorp, ett hemman (1) och en tullkvarn (2 Berget).
- Knutse med kvarn, enstaka hemman med kvarn, första gången i jordeboken 1698.
- Kulelida, by med två hemman (1 Lillegården och 2 Storegården). Till byn hörde tidigare hemmanen Gatan, Hulan och Störthall.
- Kärtared, enstaka hemman.
- Lindekroken (ursprungligen Lindås), enstaka hemman, första gången i jordeboken 1563 som kronotorp.
- Lindspång, enstaka hemman, första gången i jordeboken 1777 som krononybygge. På ägorna låg Fåglaviks glasbruk.
- Lindåsen, enstaka hemman, första gången i jordeboken 1563 som ett kronotorp.
- Lättorp, ett hemman (1) och en kvarn (2).
- Lönnhult, enstaka hemman.
- Nordåsen, kronojägareboställe, infördes i jordeboken 1877.
- Orraholmen, enstaka hemman, första gången i jordeboken 1787 som krononybygge.
- Stenunga, by med sju hemman (1 Spånggården, 3 Aplagården, 4 Loftsgården, 6 Hulegården, 7 Ambjörnsgården, 8 Tolsgården eller Olasgården och 9 Kärregården) samt en kvarn (2), en tomt (5) och en tullkvarn (10). Vid kvarnfallet fanns i början av 1900-talet en snickeriverkstad.
- Störthall (också Smidehålan), enstaka hemman, första gången i jordeboken 1563 som kronotorp, hörde ursprungligen till byn Kulelida.
- Timmerslätt, enstaka hemman, första gången i jordeboken 1563 som kronotorp.
- Trollabo, enstaka hemman. Hörde ursprungligen till Hudene by.
- Åsbogärde, by med två hemman (1 Storegården och 2 Lillegården).
- Äspeslätt, enstaka hemman.
- Ölanda, by med åtta hemman (1 Backen Östergården, 2 Backen Västergården, 3 Östergården, 4 Frisagården, 5 Smälingsgården, 7 Västergården, 8 Frisagårdstomt och 9 Brogården) samt en tomt (6) och en utjord (10).

## Fornlämningar
Ett par boplatser och fyra hällkistor från stenåldern är funna. Från bronsåldern finns flera gravrösen och resta stenar. Från järnåldern finns två gravfält och domarringar.

## Befolkningsutveckling
Befolkningen ökade från 669 1810 till 1 277 1880 varefter den minskade till 747 1970 då den var som minst under 1900-talet. därefter vände folkmängden något uppåt igen till 754 1990.

## Namnet
Namnet skrevs 1347 Hudyni och kommer från kyrkbyn. Efterleden innehåller vin, 'betesmark, äng'. Förleden har oklar tolkning.
Namnet skrevs före 23 september 1910 Hudeneds socken.

## Kända personer från Hudene
- Carl (Napoleon) Svensson, falskmyntare (känd som Trollhätte-Svensson)